# FC 라피드 부쿠레슈티
FC 라피드 1923(루마니아어: Fotbal Club Rapid 1923)는 부쿠레슈티를 연고로 하는 루마니아의 축구 클럽이다. 이 축구단은 1923년 창단 되었고 현재 리가 I에 속해 있으며 2023-24시즌은 6위로 마감했다.
라피드는 루마니아 리그 4회 우승 기록이 있는데 1941-42시즌은 제2차 세계 대전 기간 동안 이루어진 것이라 공식 기록으로 인정되지 않는다.

## 역대 성적
- 루마니아 챔피언십 : 4

1941-42 (비공식 타이틀), 1966-67, 1998-99, 2002-03
- 루마니아 컵 : 13

1935, 1937, 1938, 1939, 1940, 1941, 1942, 1972, 1975, 1998, 2002, 2006, 2007
- 루마니아 슈퍼컵 : 4

1999, 2002, 2003, 2007
- 루마니아 리그컵 : 1

1994

## 클럽의 명칭 변화
- 1923~1937 - Asociaţia culturală şi sportivă Căile Ferate Române (Romanian Railways cultural and sportive association) Bucureşti
- 1937~1947 - FC Rapid Bucureşti
- 1945~1950 - CFR Bucureşti
- 1950~1958 - Locomotiva Bucureşti
- 1958~2004 - Rapid Bucureşti
- 2004~2006 - FC Rapid Bucureşti
- 2006-현재 - SC Rapid SA Bucuresti

## 선수 명단

### 현역
참고: FIFA 자격 규정에 따라 소속된 국가대표팀 국기를 표시합니다. 선수는 복수의 FIFA 비회원국 국적을 가지고 있을 수 있습니다.
| 번호 | 포지션 | 국적         | 이름                |
| ---- | ------ | ------------ | ------------------- |
| 1    | GK     |              | 프란츠 스톨츠       |
| 4    | MF     |              | 마티아스 캐이트     |
| 11   | FW     | 세르비아     | 보리사프 부르마즈   |
| 14   | MF     | 슬로바키아   | 야쿱 흐로마다       |
| 18   | MF     | 코트디부아르 | 카데르 케이타       |
| 22   | DF     |              | 크리스티안 서푸나루 |
| 30   | FW     | 나이지리아   | 데이비드 안케예     |
| 47   | DF     |              | 크리스토퍼 브라운   |

| 번호 | 포지션 | 국적       | 이름        |
| ---- | ------ | ---------- | ----------- |
| 69   | MF     | 나이지리아 | 피터 아데모 |

## 역대 감독
| 감독                    | 임기      |
| ----------------------- | --------- |
| 슈테판 아우어           | 1937~1939 |
| 셔페르 얼프레드         | 1938~1940 |
| 울리우 바라트키         | 1941~1945 |
| 머르코시 임레           | 1946~1947 |
| 울리우 바라트키         | 1952~1953 |
| 울리우 바라트키         | 1957~1959 |
| 두미트루 마크리         | 1973      |
| 미르체아 루체스쿠       | 1997~1998 |
| 미르체아 레드니크(대행) | 1998      |
| 미르체아 루체스쿠       | 1999~2000 |
| 안겔 이오르더네스쿠     | 2000      |
| 미르체아 레드니크       | 2000~2001 |
| 미르체아 레드니크       | 2002~2003 |
| 단 페트레스쿠           | 2003~2004 |
| 러즈반 루체스쿠         | 2004~2007 |
| 크리스티아누 베르고디   | 2007      |
| 미르체아 레드니크       | 2007~2008 |
| 주제 페레이루           | 2008~2009 |
| 이오안 안도네           | 2010      |
| 마리우스 주무티커       | 2010~2011 |
| 러즈반 루체스쿠         | 2011~2012 |
| 비오렐 몰도반           | 2013~2014 |
| 크리스티아누 베르고디   | 2015      |
| 아드리안 무투           | 2022~2023 |
| 닐 레넌                 | 2024      |